# João de Oliveira Souza
João de Oliveira Souza (Orleans, 19 de julho de 1920 — Tubarão, 12 de fevereiro de 2014) foi um político e comerciante brasileiro.

## Carreira
Foi vereador do município de Grão-Pará na 2ª legislatura, de 1963 a 1964.
Foi o segundo prefeito eleito de Grão-Pará, de 1964 a 1968, e reeleito para o período de 1973 a 1976.